# François Font
Pour les articles homonymes, voir Font.
Joseph, François, Antoine Font, né à Prades (Pyrénées-Orientales) le 14 juin 1831 et mort le 17 octobre 1908, est un prêtre catholique et historien spécialiste de l'histoire religieuse du département des Pyrénées-Orientales. Il a notamment écrit des ouvrages sur les abbayes Saint-Martin du Canigou et Saint-Michel de Cuxa. Il est pendant dix-sept ans curé de la paroisse de Codalet, où se trouve Saint-Michel de Cuxa, et profite de cette période sur place pour rassembler des documents sur l'histoire de cette abbaye.
De 1882 à 1890, il est curé de Port-Vendres, où il mène la construction d'une nouvelle église paroissiale.

### Ouvrages
- François Font, Histoire de l'abbaye royale de Saint-Martin du Canigou (Diocèse de Perpignan) suivie de la légende et de l'histoire de l'Abbaye de Saint André d'Exalada, Perpignan, C. Latrobe, 1903 (lire en ligne)